# Протекторат Албанія
Італійський протекторат над Албанією встановлено Королівством Італія під час Першої світової війни у прагненні забезпечити юридичну незалежність Албанії під керівництвом Італії. Він існував з 23 червня 1917 до літа 1920.

## Історія
Королівство Італія окупувала порт Влера в грудні 1914, але було змушене піти після Австро-угорського вторгнення в кінці 1915 - початку 1916 і падіння Дуррес 27 лютого 1916.
У травні 1916 в Італії в XVI корпусі близько 100 000 осіб генерала Сеттіміо Пьячентіні, повернулися і зайняли регіон Південної Албанії восени 1916, тоді як французька армія зайняла Корче та її околиці 29 листопада 1916. Італійські та французькі сили в основному по розвитку Балканського фронту вийшли на територію колишньої Автономної Республіки Північного Епіру (контрольованої грецької меншини) восени 1916, після схвалення Антанти.
Створення Автономної Албанської Республіки Корча було з 10 грудня 1916 французькою владою за протоколом, згідно з яким автономні провінції з'явилися на територіях Корчі, Коленя, Опари та гори у Східній Албанії.
12 грудня 1916 Італія звернулася за роз'ясненням через свого посла, тому що створення Автономної албанської Республіки Корча порушила Лондонський договір. Австро-Угорщина використала французький прецедент у Корчі для обґрунтування проголошення незалежності Албанії під протекторатом 3 січня 1917 у Шкодері.
Королівство Італія зробила те саме, під час проголошення незалежності Албанії під протекторатом 23 червня 1917 в Гірокастрі. У листопаді 1918, коли Перша світова війна закінчилася, майже вся територія сучасної Албанії була під італійським протекторатом.
З того часу і протягом майже двох років, аж до літа 1920 італійський протекторат над Албанією був запроваджений урядом Італії: у країні, в якій не вистачало майже всього після столітнього османського панування, було збудовано 546 км нових доріг, 110 км нових залізниць, 3000 км телеграфних ліній, 9 доріг - канатні пасажирські та вантажні, кілька лікарень та деякі сучасні адміністративні будівлі.